# Josef Keckeis
Josef Keckeis (* 10. April 1862 in Nüziders; † 1949) war ein österreichischer Arzt und Politiker.

## Leben
Josef Keckeis wurde als Sohn von Bauern geboren. Er war in erster Ehe seit 1892 mit Rosa Keckeis (geborene Metzler aus Feldkirch/Ravensburg; † 1911) verheiratet. Aus der ersten Ehe entstammen drei Töchter, von denen eine bereits im Kindesalter verstorben war. Eine Tochter, Rosa, starb 1932 (sie führte für ihren Vater den Haushalt und die Arztpraxis). 1915 heiratete Keckeis Maria Meller in Innsbruck (sie war die Schwester von Josef Meller, der auch Trauzeuge war). Keckeis galt aufgrund seiner Tätigkeit und seinem Engagement für die Bürger von Stein an der Donau als Wohltäter. 1915 leistete er eine Kriegsanleihe von 40.000 Kronen, die höchste von allen Bürgern in Stein an der Donau.

### Ausbildung
Josef Keckeis absolvierte das Gymnasium in Feldkirch. Dort legte er 1886 die Matura ab und studierte an der Universität in Graz und Wien.

### Tätigkeit
Seine ersten praktischen Erfahrungen als Arzt erlangte Keckeis im Wiener Pestspital. 1891 leistete Keckeis in Stein an der Donau seinen Militärdienst in einem Landsturmregiment ab und blieb den Rest seines Lebens in diesem Ort wohnhaft. Keckeis wurde 1892 Stadtarzt von Stein an der Donau und setzte nach einer Typhusepidemie gegen viele Widerstände und die Finanznot der Gemeinde den Bau eines neuen Trinkwasserversorgungssystems durch (unter dem Bürgermeister Wilhelm Mazzetti). Dadurch wurde der Ort endlich von den zuvor wiederkehrenden Typhusseuchen, die viele Menschen das Leben kostete, nachhaltig befreit.
Während des Ersten Weltkriegs leistete er in Lazaretten Dienst und wurde von der damaligen Nachbargemeinde Krems an der Donau zum Leiter der Tuberkulose-Fürsorgestelle berufen.
Keckeis führte den Titel Hofrat und Medizinalrat. Seit 1902 war er Anstaltsarzt in der k.k. Strafanstalt Stein (heute: Justizanstalt Stein). Im Zuge einer gerichtlichen Untersuchung einer Häftlingsrevolte 1921 wurde von Gefangenen der Verdacht geäußert, Josef Keckeis habe sie gezielt mit Geschlechtskrankheiten infiziert. Die Vorwürfe wurden vom zuständigen Gericht nicht weiter verfolgt.
Im Zusammenhang mit einer Pressefehde zwischen Karl Kraus und einem Gerichtspsychiater, stützte sich Karl Kraus auf einen Totenschaubericht von Josef Keckeis und bezeichnete das Gutachten des Gerichtspsychiaters als „Schlechtachten“.

### Politische Tätigkeit
Josef Keckeis war in der Gemeinde Stein an der Donau für die Fortschrittspartei als Stadtrat über 30 Jahre politisch tätig. Er hatte seit 1892 für 30 Jahre den Finanzausschuss unter sich.

## Vereinstätigkeit
Keckeis war viele Jahre Patronatskommissär der Pfarrkirche von Stein an der Donau, Mitglied der Feuerwehr, Mitglied des Ortsschulrates und  Vorstand in der Kremser Sektion des Alpenvereins. Er war Obmann des Vereins Gemütlichkeit, der Gesellschafts- und Theaterveranstaltungen organisierte. Der Verein der Vorarlberger in Wien wurde von Keckeis und seiner Frau Rosa immer wieder in Stein empfangen und bewirtet, was in der Vereinschronik verzeichnet wurde.

## Ehrungen
- Josef Keckeis wurde 1932 zum Ehrenbürger seiner Heimatgemeinde Stein an der Donau ernannt und es wurde eine Gasse nach ihm benannt: Dr. Keckeis-Gasse.[2]